# Павильон № 10 «Стандарты» на ВДНХ
Павильон «Стандарты» — десятый павильон ВДНХ, построенный в 1952—1954 годах. Изначально носил название «Молдавская ССР».

## История
Павильон был построен в 1951 году под названием «Молдавская ССР» по проекту архитекторов Ф. П. Наумова, А. И. Захарова и В. П. Туканова (институт «Метропроект»), при участии Е. В. Васильева. Архитектурный облик павильона являет собой сочетание сталинского ампира с молдавскими национальными мотивами. Здание прямоугольное в плане, главный фасад украшен шестиколонным портиком с глубокой лоджией и декоративным фризом, который изначально был украшен десятью барельефами на тему отраслей сельского хозяйства Молдавской ССР. Фронтон был увенчан гербом республики, который сохранился до наших дней без серпа и молота, углы фасада были украшены несохранившимися рогами изобилия. По бокам от входа были установлены памятники Георгию Котовскому и Сергею Лазо, также не сохранившиеся до наших дней. Фасады украшены орнаментами по мотивам молдавских ковров. Центральный зал павильона в плане круглый и завершён куполом, опирающимся на колонны, отделанные искусственным мрамором. Потолок центрального зала был украшен шестью панно с изображениями плодов, которые выращиваются в республике: фрукты, виноград, пшеница, хлопчатник и табак, подсолнечник и кукуруза. В центре зала была расположена скульптурная композиция «Урожай» (авторы — В. М. Акимушкина и П. В. Мельникова) с изображением колхозниц и хлебороба. Экспозиция павильона изначально была посвящена истории и культуре Молдавской ССР, а также с её достижениям в сфере сельского хозяйства и промышленности: в частности, существовали отдельные залы полеводства, животноводства, а также виноградарства и садоводства.
В 1963 году, при переходе выставки на отраслевой принцип, павильон получил новое название «Стандарты», и в нём разместилась экспозиция «Стандартизация и метрология», посвящённая научным разработкам и достижениям в сфере метрологии. Она знакомила посетителей с историей развития систем измерения, а также с новейшими советскими измерительными приборами.
При смене тематики павильона на его фасаде были демонтированы барельефы, рога изобилия и памятники Лазо и Котовскому. В 1967 году была проведена реконструкция фасада, когда центральный портик был остеклён, фактически оказавшись внутри здания. В 1997 году стеклянная пристройка была разобрана, и павильону вернули первоначальный внешний вид. В 2011 году было принято решение о передаче павильона в аренду Молдавии. Экспозиция на данный момент ещё не сформирована.